# تئودور رددر
تئودور رددر (انگلیسی: Theodor Redder؛ زادهٔ ۱۹ نوامبر ۱۹۴۱) بازیکن فوتبال اهل آلمان است.
از باشگاه‌هایی که در آن بازی کرده‌است می‌توان به باشگاه فوتبال بروسیا دورتموند اشاره کرد.
وی همچنین در تیم ملی فوتبال آلمان بازی کرده‌است.